# جرون الحزایمه
جرون الحزایمه (انگلیسی: Jeron Al-Hazaimeh؛ زادهٔ ۱۳ فوریهٔ ۱۹۹۲) بازیکن فوتبال اهل آلمان است.
از باشگاه‌هایی که در آن بازی کرده‌است می‌توان به باشگاه فوتبال کمنیتس و باشگاه فوتبال فورتونا دوسلدورف اشاره کرد.